# Novafrontina bipunctata
Novafrontina bipunctata là một loài nhện trong họ Linyphiidae.
Loài này thuộc chi Novafrontina. Novafrontina bipunctata được Eugen von Keyserling miêu tả năm 1886.